# Leptoneta crypticola simplex
Leptoneta crypticola là một loài nhện trong họ Leptonetidae.
Loài này thuộc chi Leptoneta. Leptoneta crypticola simplex được L. Fage miêu tả năm 1913.